# Hard'N'Steel
Hard'N'Steel è un fumetto italiano scritto da Dottor Ameba e Lumaca Marina e disegnato da Daruma-san, loro opera di esordio. La pubblicazione in capitoli è iniziata nel 2017 sulla rivista Upper Ground, della casa editrice Upper Comics. Nel 2017 è cominciata, ad opera della stessa, la pubblicazione in formato volume .
La storia, dai toni esagerati e comici, segue Katsumata K. Kein, un uomo che acquisisce poteri magici e un costume da maghetta ogniqualvolta assume del limone crudo. Prova grande imbarazzo nell'indossare abiti femminili, ma essendo il limone il suo alimento preferito, non può farne a meno. Decide allora di mettersi alla ricerca di un folle scienziato, il Dottor Ade, affinché lo liberi dei suoi poteri.

## Trama
Il Dottor Ade è il proprietario della più grande azienda di intrattenimento al mondo, la Walt Industry, ed è anche un folle e geniale scienziato. Tanto geniale da aver scoperto tutto quello che c'era da sapere nel mondo. Annoiandosi, decide allora di rendere la vita più divertente, costruendo un dispositivo che dona alle persone dei superpoteri, chiamati Flair. Tutti quelli che stavano mangiando qualcosa nel momento in cui il dispositivo è entrato in funzione, possono attivare il loro Flair ogniqualvolta ingeriscono quel determinato alimento. Il Flair, attivandosi, gli dona una particolare capacità, e li veste di un "costume" appropriato.
Il giorno stesso in cui il dispositivo è stato usato, un anonimo colletto bianco di nome Rudolph acquista un potere inimmaginabile: spinto da un desiderio di rivalsa sul mondo decide di voler sfidare il Dottor Ade, e dopo 42 giorni di combattimento lo sconfigge. Lo rinchiude allora in cima al suo enorme palazzo, la Walt Tower, e lì si rinchiude insieme ai migliaia di dipendenti che ci lavoravano, progettando la sua prossima mossa.
Romaine Antoine è l'unica dipendente della Walt Tower ad essere riuscita a scappare di lì: lavora in uno squallido bar di periferia, cercando di dimenticare quello che succedeva lì dentro. Questo fin quando non incontra Katsumata K. Kein: il suo Flair gli consente di ottenere poteri magici mangiando del limone, ma al prezzo di dover indossare vestiti da maghetta ogni volta che lo attiva. L'uomo, virile e ottuso, ha deciso di voler salvare il Dottor Ade da Rudolph, per poi chiedere ad Ade di togliergli il Flair: potrà così tornare a mangiare i suoi amati limoni, senza dover indossare una minigonna ogni volta. Per farlo deve entrare nella Walt Tower, e ha bisogno dell'aiuto dell'unica persona libera che conosceva quel posto.